# Kanton Manzat
Kanton Manzat (fr. Canton de Manzat) je francouzský kanton v departementu Puy-de-Dôme v regionu Auvergne. Tvoří ho 10 obcí.

## Obce kantonu
- Les Ancizes-Comps
- Charbonnières-les-Varennes
- Charbonnières-les-Vieilles
- Châteauneuf-les-Bains
- Loubeyrat
- Manzat
- Queuille
- Saint-Angel
- Saint-Georges-de-Mons
- Vitrac